# Världsmästerskapen i cykelcross

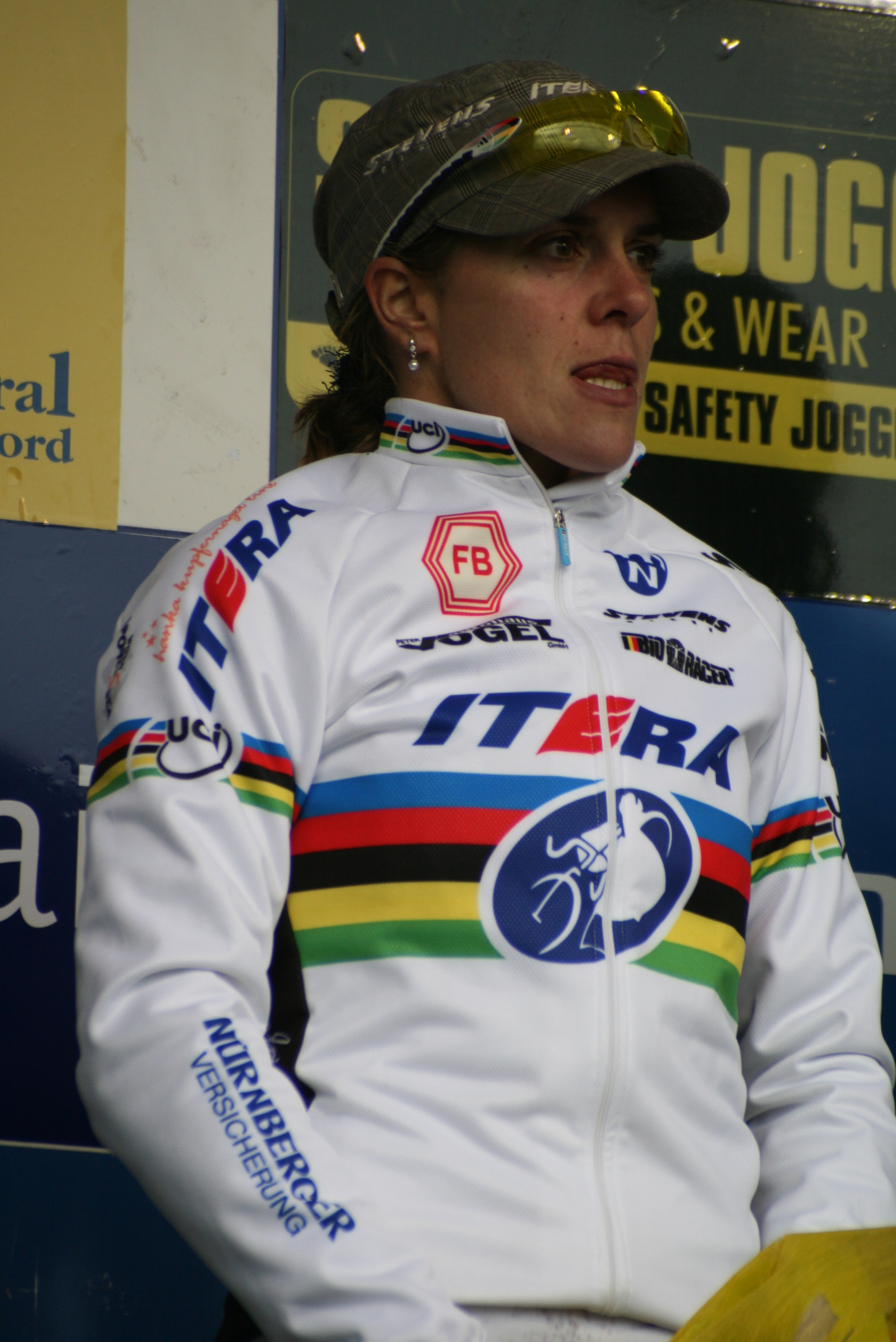
Hanka Kupfernagel i den speciella världsmästartröja som användes i cykelcross till och med 2016.

Världsmästerskapen i cykelcross har administrerats av Union Cycliste Internationale sedan 1950 för herrar och sedan år 2000 för damer. Herrarnas mästerskap var öppna för både amatörer och professionella fram till 1967 då mästerskapen delades upp i dessa två klasser. Under 1993 avskaffades uppdelingen och en ny klass kallad "elit" infördes vid mästerskapen 1994. En juniorklass infördes för herrar 1979 och för damer 2020, medan U23-klasser infördes för herrar 1996 och för damer 2022. Tävlingarna avhålls årligen under januari–mars, vanligtvis i februari.
De av UCI arrangerade/administrerade världsmästerskapen 1950 ersatte en tävling kallad Critérium international de cross cyclo-pédestre som skapats 1924 i samarbete mellan det franska cykelförbundet, Union vélocipédique de France (som arrangerat franska cykelcrossmästerskap sedan 1902), och sporttidningen L'Auto i brist på ett internationellt mästerskap i disciplinen och som betraktades som ett "världsmästerskp", om än inofficiellt.
Flest segrar i UCI:s världsmästerskap har Marianne Vos som vunnit åtta gånger på damsidan, medan Erik De Vlaeminck och Mathieu van der Poel har tagit sju titlar var bland herrarna. På herrsidan har Belgien vunnit överlägset flest titlar, 40 stycken (amatörklassen oräknad) av totalt 76 till och med 2025, medan Nederländerna är överlägsna på damsidan med 15 titlar av 26 (till och med 2025).

## Podieplaceringar

### Herrar – öppen klass
| År   | Vinnare         | Tvåa                   | Trea              |
| 1950 | Jean Robic      | Roger Rondeaux         | Pierre Jodet      |
| 1951 | Roger Rondeaux  | André Dufraisse        | Pierre Jodet      |
| 1952 | Roger Rondeaux  | André Dufraisse        | Albert Meier      |
| 1953 | Roger Rondeaux  | Gilbert Bauvin         | André Dufraisse   |
| 1954 | André Dufraisse | Pierre Jodet           | Hans Bieri        |
| 1955 | André Dufraisse | Hans Bieri             | Americo Severini  |
| 1956 | André Dufraisse | Georges Meunier        | Emanuele Plattner |
| 1957 | André Dufraisse | Firmin Van Kerrebroeck | Georges Meunier   |
| 1958 | André Dufraisse | Americo Severini       | Rolf Wolfshohl    |

| År   | Vinnare           | Tvåa                | Trea             |
| 1959 | Renato Longo      | Rolf Wolfshohl      | Americo Severini |
| 1960 | Rolf Wolfshohl    | Arnold Hungerbühler | Robert Aubry     |
| 1961 | Rolf Wolfshohl    | Renato Longo        | André Dufraisse  |
| 1962 | Renato Longo      | Maurice Gandolfo    | André Dufraisse  |
| 1963 | Rolf Wolfshohl    | Renato Longo        | André Dufraisse  |
| 1964 | Renato Longo      | Roger De Clercq     | Joseph Mahé      |
| 1965 | Renato Longo      | Rolf Wolfshohl      | Americo Severini |
| 1966 | Erik De Vlaeminck | Herman Gretener     | Rolf Wolfshohl   |

| År   | Vinnare            | Tvåa               | Trea                |
| 1967 | Renato Longo       | Rolf Wolfshohl     | Herman Gretener     |
| 1968 | Erik De Vlaeminck  | Herman Gretener    | Michel Pelchat      |
| 1969 | Erik De Vlaeminck  | Rolf Wolfshohl     | Renato Longo        |
| 1970 | Erik De Vlaeminck  | Albert Van Damme   | Rolf Wolfshohl      |
| 1971 | Erik De Vlaeminck  | Albert Van Damme   | René De Clercq      |
| 1972 | Erik De Vlaeminck  | Rolf Wolfshohl     | Herman Gretener     |
| 1973 | Erik De Vlaeminck  | André Wilhelm      | Rolf Wolfshohl      |
| 1974 | Albert Van Damme   | Roger De Vlaeminck | Peter Frischknecht  |
| 1975 | Roger De Vlaeminck | Albert Zweifel     | Peter Frischknecht  |
| 1976 | Albert Zweifel     | Peter Frischknecht | André Wilhelm       |
| 1977 | Albert Zweifel     | Peter Frischknecht | Erik De Vlaeminck   |
| 1978 | Albert Zweifel     | Peter Frischknecht | Klaus-Peter Thaler  |
| 1979 | Albert Zweifel     | Gilles Blaser      | Robert Vermeire     |
| 1980 | Roland Liboton     | Klaus-Peter Thaler | Hennie Stamsnijder  |
| 1981 | Hennie Stamsnijder | Roland Liboton     | Albert Zweifel      |
| 1982 | Roland Liboton     | Albert Zweifel     | Hennie Stamsnijder  |
| 1983 | Roland Liboton     | Albert Zweifel     | Klaus-Peter Thaler  |
| 1984 | Roland Liboton     | Hennie Stamsnijder | Albert Zweifel      |
| 1985 | Klaus-Peter Thaler | Adrie van der Poel | Claude Michely      |
| 1986 | Albert Zweifel     | Pascal Richard     | Hennie Stamsnijder  |
| 1987 | Klaus-Peter Thaler | Danny De Bie       | Christophe Lavainne |
| 1988 | Pascal Richard     | Adrie van der Poel | Beat Breu           |
| 1989 | Danny De Bie       | Adrie van der Poel | Christophe Lavainne |
| 1990 | Henk Baars         | Adrie van der Poel | Bruno Lebras        |
| 1991 | Radomír Šimůnek    | Adrie van der Poel | Bruno Lebras        |
| 1992 | Mike Kluge         | Karel Camrda       | Adrie van der Poel  |
| 1993 | Dominique Arnould  | Mike Kluge         | Wim de Vos          |

| År   | Vinnare             | Tvåa                      | Trea                 |
| 1967 | Michel Pelchat      | Julien Van Den Haesevelde | Peter Frischknecht   |
| 1968 | Roger De Vlaeminck  | Peter Frischknecht        | Cock Van Der Hulst   |
| 1969 | René De Clercq      | Roger De Vlaeminck        | Robert Vermeire      |
| 1970 | Robert Vermeire     | José Maria Basualdo       | Norbert Dedeckere    |
| 1971 | Robert Vermeire     | Dieter Uebing             | Jacques Spetgens     |
| 1972 | Norbert Dedeckere   | Milos Fisera              | Wolfgang Renner      |
| 1973 | Klaus-Peter Thaler  | Robert Vermeire           | Ekkehard Teichreber  |
| 1974 | Robert Vermeire     | Klaus-Peter Thaler        | Ekkehard Teichreber  |
| 1975 | Robert Vermeire     | Klaus-Peter Thaler        | Gerrit Scheffer      |
| 1976 | Klaus-Peter Thaler  | Robert Vermeire           | Ekkehard Teichreber  |
| 1977 | Robert Vermeire     | Ekkehard Teichreber       | Voitek Cervinek      |
| 1978 | Roland Liboton      | Gilles Blaser             | Karl-Heinz Helbling  |
| 1979 | Vito Di Tano        | Hennie Stamsnijder        | Ueli Müller          |
| 1980 | Fritz Saladin       | Andrzej Makowski          | Grzegorz Jaroszewski |
| 1981 | Milos Fisera        | Grzegorz Jaroszewski      | Paul De Brauwer      |
| 1982 | Milos Fisera        | Radomír Šimůnek           | Ueli Mülleruwer      |
| 1983 | Radomír Šimůnek     | Werner Van Der Fraenen    | Petr Kloucek         |
| 1984 | Radomír Šimůnek     | Miroslav Kvasnicka        | Frank Van Bakel      |
| 1985 | Mike Kluge          | Beat Schumacher           | Bruno D'Arsie        |
| 1986 | Vito Di Tano        | Yvan Messelis             | Ludo De Rey          |
| 1987 | Mike Kluge          | Frantisek Kloucek         | Roman Kreuziger      |
| 1988 | Karel Camrda        | Roger Honegger            | Henrik Djernis       |
| 1989 | Ondrej Glazja       | Radomír Šimůnek           | Roger Honegge        |
| 1990 | Andreas Büsser      | Miroslav Kvasnicka        | Thomas Frischknecht  |
| 1991 | Thomas Frischknecht | Henrik Djernis            | Daniele Pontoni      |
| 1992 | Daniele Pontoni     | Dieter Runkel             | Thomas Frischknecht  |
| 1993 | Henrik Djernis      | Timo Berner               | Daniele Pontoni      |

### Herrar – elit
| År   | Vinnare             | Tvåa                | Trea                |
| 1994 | Paul Herijgers      | Richard Groenendaal | Erwin Vervecken     |
| 1995 | Dieter Runkel       | Richard Groenendaal | Beat Wabel          |
| 1996 | Adrie van der Poel  | Daniele Pontoni     | Luca Bramati        |
| 1997 | Daniele Pontoni     | Thomas Frischknecht | Luca Bramati        |
| 1998 | Mario De Clercq     | Erwin Vervecken     | Henrik Djernis      |
| 1999 | Mario De Clercq     | Erwin Vervecken     | Adrie van der Poel  |
| 2000 | Richard Groenendaal | Mario De Clercq     | Sven Nys            |
| 2001 | Erwin Vervecken     | Petr Dlask          | Mario De Clercq     |
| 2002 | Mario De Clercq     | Tom Vannoppen       | Sven Nys            |
| 2003 | Bart Wellens        | Mario De Clercq     | Erwin Vervecken     |
| 2004 | Bart Wellens        | Mario De Clercq     | Sven Vanthourenhout |
| 2005 | Sven Nys            | Erwin Vervecken     | Sven Vanthourenhout |
| 2006 | Erwin Vervecken     | Bart Wellens        | Francis Mourey      |
| 2007 | Erwin Vervecken     | Jonathan Page       | Enrico Franzoi      |
| 2008 | Lars Boom           | Zdeněk Štybar       | Sven Nys            |
| 2009 | Niels Albert        | Zdeněk Štybar       | Sven Nys            |
| 2010 | Zdeněk Štybar       | Klaas Vantornout    | Sven Nys            |

| År   | Vinnare              | Tvåa                   | Trea                   |
| 2011 | Zdeněk Štybar        | Sven Nys               | Kevin Pauwels          |
| 2012 | Niels Albert         | Rob Peeters            | Kevin Pauwels          |
| 2013 | Sven Nys             | Klaas Vantornout       | Lars van der Haar      |
| 2014 | Zdeněk Štybar        | Sven Nys               | Kevin Pauwels          |
| 2015 | Mathieu van der Poel | Wout van Aert          | Lars van der Haar      |
| 2016 | Wout van Aert        | Lars van der Haar      | Kevin Pauwels          |
| 2017 | Wout van Aert        | Mathieu van der Poel   | Kevin Pauwels          |
| 2018 | Wout van Aert        | Michael Vanthourenhout | Mathieu van der Poel   |
| 2019 | Mathieu van der Poel | Wout van Aert          | Toon Aerts             |
| 2020 | Mathieu van der Poel | Thomas Pidcock         | Toon Aerts             |
| 2021 | Mathieu van der Poel | Wout van Aert          | Toon Aerts             |
| 2022 | Thomas Pidcock       | Lars van der Haar      | Eli Iserbyt            |
| 2023 | Mathieu van der Poel | Wout van Aert          | Eli Iserbyt            |
| 2024 | Mathieu van der Poel | Joris Nieuwenhuis      | Michael Vanthourenhout |
| 2025 | Mathieu van der Poel | Wout van Aert          | Thibau Nys             |

### Damer – elit
| År   | Vinnare              | Tvåa                 | Trea                  |
| 2000 | Hanka Kupfernagel    | Louise Robinson      | Daphny van den Brand  |
| 2001 | Hanka Kupfernagel    | Corine Dorland       | Daphny van den Brand  |
| 2002 | Laurence Leboucher   | Hanka Kupfernagel    | Daphny van den Brand  |
| 2003 | Daphny van den Brand | Hanka Kupfernagel    | Laurence Leboucher    |
| 2004 | Laurence Leboucher   | Maryline Salvetat    | Hanka Kupfernagel     |
| 2005 | Hanka Kupfernagel    | Sabine Spitz         | Mirjam Melchers       |
| 2006 | Marianne Vos         | Hanka Kupfernagel    | Daphny van den Brand  |
| 2007 | Maryline Salvetat    | Katherine Compton    | Laurence Leboucher    |
| 2008 | Hanka Kupfernagel    | Marianne Vos         | Laurence Leboucher    |
| 2009 | Marianne Vos         | Hanka Kupfernagel    | Katherine Compton     |
| 2010 | Marianne Vos         | Hanka Kupfernagel    | Daphny van den Brand  |
| 2011 | Marianne Vos         | Katherine Compton    | Kateřina Nash         |
| 2012 | Marianne Vos         | Daphny van den Brand | Sanne Cant            |
| 2013 | Marianne Vos         | Katherine Compton    | Lucie Chainel-Lefèvre |

| År   | Vinnare                | Tvåa              | Trea           |
| 2014 | Marianne Vos           | Eva Lechner       | Helen Wyman    |
| 2015 | Pauline Ferrand-Prévot | Sanne Cant        | Marianne Vos   |
| 2016 | Thalita de Jong        | Caroline Mani     | Sanne Cant     |
| 2017 | Sanne Cant             | Marianne Vos      | Kateřina Nash  |
| 2018 | Sanne Cant             | Katherine Compton | Lucinda Brand  |
| 2019 | Sanne Cant             | Lucinda Brand     | Marianne Vos   |
| 2020 | Ceylin Alvarado        | Annemarie Worst   | Lucinda Brand  |
| 2021 | Lucinda Brand          | Annemarie Worst   | Denise Betsema |
| 2022 | Marianne Vos           | Lucinda Brand     | Silvia Persico |
| 2023 | Fem van Empel          | Puck Pieterse     | Lucinda Brand  |
| 2024 | Fem van Empel          | Lucinda Brand     | Puck Pieterse  |
| 2025 | Fem van Empel          | Lucinda Brand     | Puck Pieterse  |